# Jean-François Capot de Feuillide
Pour les autres membres de la famille, voir Famille Capot de Feuillide.
Jean-François Capot de Feuillide (1750-1794), est un gentilhomme de la province d'Armagnac. Il est le premier époux d'Eliza Hancock, cousine germaine de la femme de lettres anglaise Jane Austen. 
À la Révolution, il s'embarque pour l'Angleterre avec sa famille, mais alors que sa femme et son fils y demeurent, il retourne en France pour éviter d'être dépossédé de ses biens comme émigré. Impliqué dans la conspiration de Marbeuf, il meurt guillotiné sous la Terreur.
Jean-François Capot de Feuillide est par ailleurs l'oncle de l'avocat et journaliste Jean-Gabriel Capot de Feuillide.

## Biographie

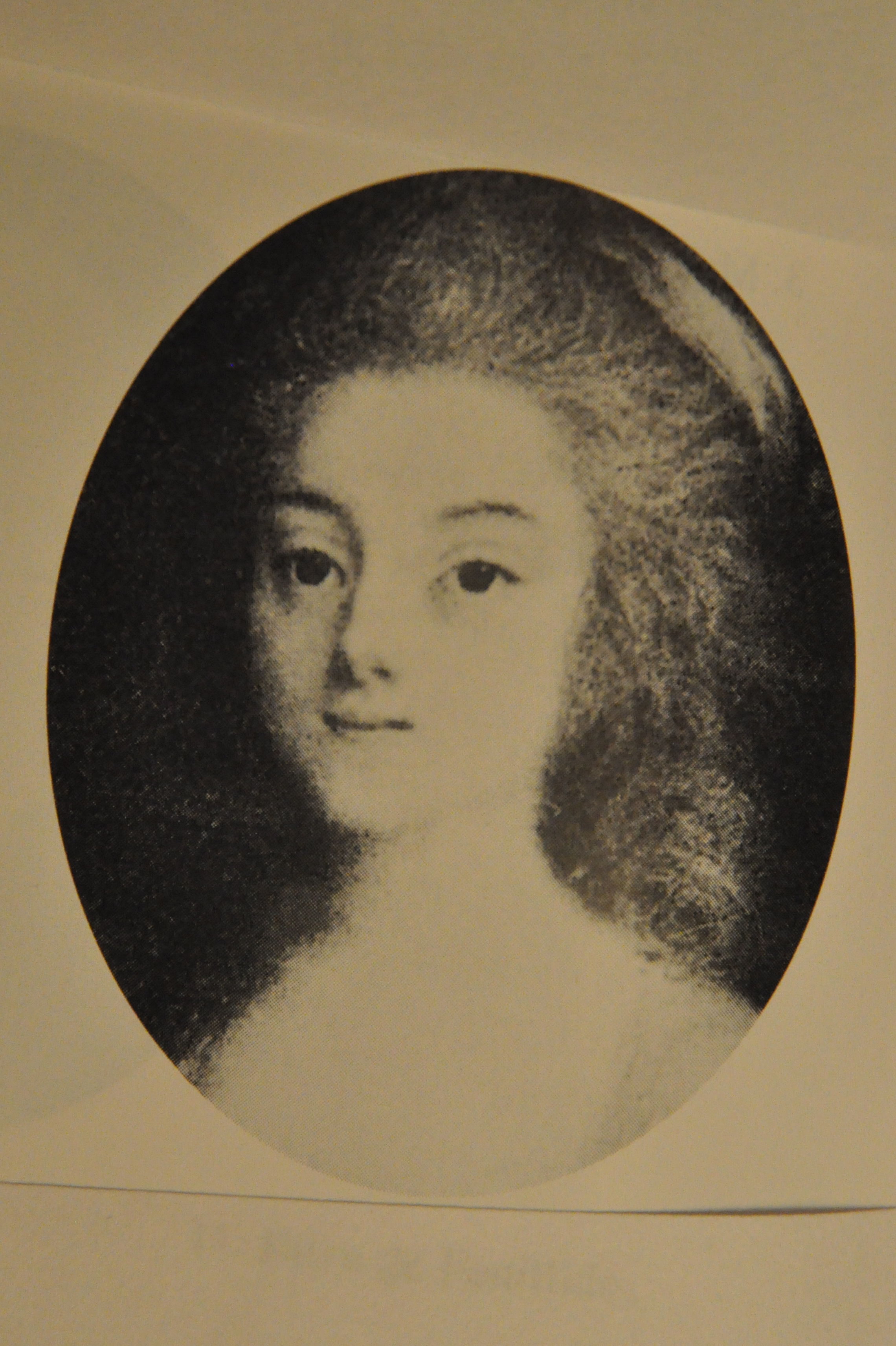
Portrait d'Eliza de Feuillide (1761-1813).

Fils de François de Capot-Feuillide, seigneur de Grézeau,  maître particulier des Eaux-et-Forêts du duché d'Albret, avocat du Roi au présidial de Nérac, et d’Anne Bartouilh, Jean-François Capot de Feuillide, né en 1750, a la réputation d'avoir été « l'un des plus beaux hommes de son temps ». Il devient capitaine au régiment des dragons de la Reine et à l'image de nombreux gentilshommes de la cour, utilise le titre de comte qu'il ne possédait cependant pas.
Jean-François Capot de Feuillide épouse Eliza Hancock en 1781.
Il se fait concéder par le Roi, par deux arrêts du Conseil des 26 février et 15 mars 1782, les grands Marais de Barbotan et de Gabarret, immense territoire de cinq mille arpents à cheval sur les communes de Cazaubon (dans l'actuel département du Gers), Gabarret, Herré et Créon-d'Armagnac (dans l'actuel département des Landes), avec à sa charge l'assèchement et la mise en valeur des terrains concédés.  Une partie de la dot d'Eliza pourrait avoir été utilisée pour financer les travaux d'amélioration et construire des métairies, car à sa mort Jean-François avait dépensé plus de quatre cent mille livres, une somme impossible à réunir pour un simple capitaine.

## La Révolution
Au début de la Révolution, son épouse regagne l'Angleterre avec leur fils, Hastings. Jean-François, resté seul en France, se lance dans les affaires. On sait par un rapport de Ferrières-Sauvebeuf qu'il avait des parts dans la maison de santé de La Chapelle. Mais Feuillide se trouve impliqué dans la conspiration contre la République dite de Marbeuf et se voit accusé d'avoir tenté de suborner un témoin afin de porter aide à Nicolas Mangin et à son fils Clément, eux-mêmes accusés d'avoir aidé la marquise de Marbeuf à cacher des vivres destinés à l'armée Austro-Prussienne. Feuillide est condamné à mort le 4 ventôse an II (22 février 1794), par le tribunal révolutionnaire de Paris, comme conspirateur et complice des Mangin condamnés le même jour.
Après l'exécution de son mari, Eliza Hancock se remarie en 1797 avec son cousin, le frère de Jane Austen, Henry.

## Succession

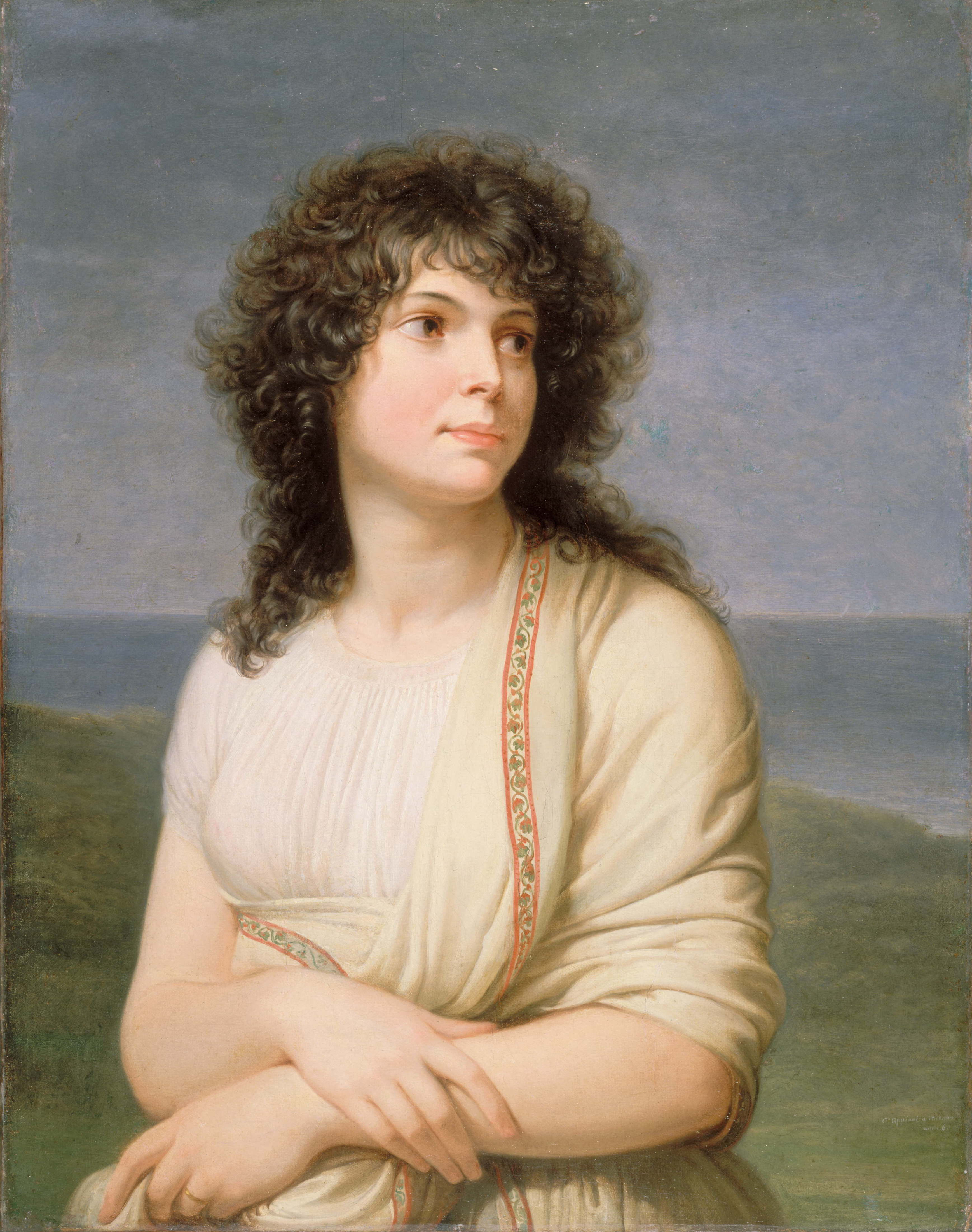
Détail d'un portrait de Mme Fortunée Hamelin, femme d'esprit du Directoire, dont la fille et son époux, le marquis de Varambon, finirent par devenir propriétaires du domaine des Marais de Gabarret de Jean-François de Feuillide. Musée Carnavalet, Paris.

Après son exécution, les biens de Jean-François sont mis sous séquestre notamment son domaine des Marais de Gabarret qui se dégrade rapidement et retourne à son état originel. Il faudra attendre trente ans pour qu'une procédure soit mise en œuvre au bénéfice de ses héritiers. Henry Austen espérait faire valoir les droits de sa femme Eliza et de son beau-fils Hastings, tous deux décédés à cette époque, pour récupérer le domaine. Mais par arrêt de la cour d'Agen du 25 janvier 1825, il est débouté au profit des frères et sœurs de Jean-François. L'État ne restitue alors à ces derniers que 17/21 d'un domaine dont il estime être le propriétaire légitime après sa confiscation. Un autre arrêt de la Cour d'Agen, du 12 avril 1832, ne reconnait à l'État que les 4/21 restants, à titre de déshérence. En effet, cette partie des marais n'avait pas été asséchée comme il convenait dans la concession faite par le Roi. Les frères et sœurs Capot de Feuillide vendent ensuite leurs droits sur 1 270 hectares, comportant un château  en mauvais état et des bâtiments ruraux plus ou moins en  ruines, à un certain monsieur de la Tour Saint-Igest et à son associé  Romain Hamelin, l'époux de Fortunée Hamelin. La totalité du domaine finit par entrer en possession du gendre de Fortunée Hamelin, le marquis Emmanuel de Varambon, en 1837.